# 沈怡 (政治人物)
沈怡（1901年10月3日—1980年9月1日），原名沈景清，字君怡，浙江嘉兴人，中国水利学家、政治人物。

## 生平
沈怡从同济大学土木科毕业后留学德国，获德累斯顿工业大学工学博士。回国后，曾任上海市工务局局长，全国经济委员会委员，黄河水利委员会委员，导淮委员会委员、秘书长，经济部资源委员会委员、主任秘书、工业处处长、技术室主任，国防部设计委员等职。1941年出任甘肃省建设厅厅长，后又任全国水利委员会委员。
1945年出任交通部政务次长、大连市市长（未到任）。翌年，又任南京市市长，期间还同时兼任最高国家经济会议公务委员会主委、公共工程委员会主委。

1947年7月19日，國民政府派沈怡為國民大會代表立法院立法委員南京市選舉事務所主任委員。:8385-8386
赴台后，曾任联合国亞洲暨远东经济委员会防洪及水利资源开发局局长。

1960年奉召回台，出任交通部部长。

1967年任总统府国策顾问。翌年，因受到少壮派排挤，被派遣出国，任中华民国驻巴西大使。回台后，任中国文化学院教授。

後赴美居住，1980年在美病逝。

## 家庭
- 沈怡有姐妹三人，大姐沈亦云（沈性真）为国民党元老黄郛夫人，二姐沈性仁为著名社会学家陶孟和夫人，妹沈性元为民革中央副主席钱昌照夫人。[3]

- 女兒沈育萊，韓氏實業有限公司（DAHON CALIFORNIA INC）負責人